# الرجل الذي فقد ظله (فلم)
الرجل الذي فقد ظله هو فيلم مصري أُصدر في 28 أكتوبر 1968، من بطولة ماجدة، صلاح ذو الفقار، وكمال الشناوي، عن رواية الكاتب فتحي غانم وإخراج كمال الشيخ، وساعده في الإخراج داود عبد السيد و سيناريو وحوار علي الزرقاني. وهو في قائمة أفضل 100 فيلم في السينما المصرية.

## القصة
تدور الأحداث قبل ثورة يوليو 1952، شوقي ثوري يكافح لبناء عالم جديد وصديقه يوسف السيوفى انتهازي ويصعد في عالم الصحافة على أكتاف أستاذه محمد ناجى فهو شخصية انتهازيه باعت نفسها من أجل تحقيق طموحها الفردي وتخلت عن كل القيم والتقاليد الإنسانية بهدف الارتباط بطبقة أعلى ممثلة في سعاد الأرستقراطية يعكسه تماما صديقه شوقي الثوري الذي ينتمي لنفس الطبقة لكنه لا يتبرأ منها ويناضل من أجل بناء عالم جديد تحصل فيه طبقته المتوسطة بل والوطن كله على عدالة اجتماعيه. يعتدي والد يوسف على خادمته مبروكة وبعد موته يطردها يوسف مع ابنها لكنها تعرف الطريق إلى النضال حتى لا يكون هناك ضحايا جدد مثلها يحاول يوسف الإبلاغ عن زملائه الذين يتم القبض عليهم ويسافر في مهمة صحفية ويعود منها كي يتزوج سعاد لكنها ترفضه مجددا يفقد يوسف مكانته الاجتماعية التي وصل إليها عندما تتغير الظروف الاجتماعية عقب قيام ثورة يوليو. وتستغيث مبروكه بشوقي الذي ينقذها وتقع في حبه.

## الممثلون
- ماجدة بدور مبروكة
- صلاح ذو الفقار بدور شوقي
- كمال الشناوي بدور يوسف
- نيللى بدور بهية / سامية
- عماد حمدي بدور عبد الحميد
- يوسف شعبان بدور أنور سامي
- علي جوهر بدور محمد ناجي
- محمود ياسين بدور سعد
- سهير فخري بدور سعاد
- نظيم شعراوي بدور شهدى باشا

## روابط خارجية
- مقالات تستعمل روابط فنية بلا صلة مع ويكي بيانات